# Christoph Albert Kurz
Christoph Albert Kurz (* 22. März 1806 in Bern; † 3. April 1864 ebenda; heimatberechtigt in Bern und Langnau im Emmental) war ein Schweizer Jurist und Politiker.

## Leben
Kurz wurde als Sohn des Kaufmanns Johannes Kurz und von dessen Ehefrau Elisabeth, geb. Fruthing, geboren. Kurz’ Vater stammte aus Reutlingen und wurde 1806 in Langnau im Emmental eingebürgert. Christoph Albert Kurz war evangelisch-reformierten Bekenntnisses.
1823 begann er an der Berner Akademie ein Studium der Rechte. 1832 wurde er Fürsprecher. 1838 wurde er zum bernischen Oberrichter ernannt. 1846 wurde er nach der Machtübernahme der Radikalen als Richter entlassen.
Von 1842 bis 1864 war er Mitglied im Grossen Rat des Kantons Bern, den er sieben Mal präsidierte. Von 1851 bis 1854 gehörte er dem Ständerat, anschliessend bis zu seinem Tod 1864 dem Nationalrat an. 1864 bekleidete er das Amt des Gemeindepräsidenten von Bern.

## Veröffentlichungen
- Mittheilungen aus den Akten des Prozesses De Giorgi. Schulthess, Zürich 1855 (Sonderdruck aus: Eidgenössische Zeitung. Nr. 299, 300, 301, 302, 305, 310 und 311).